# Gustavo Camerini
Pour les articles homonymes, voir Camerini.
Gustavo Camerini (Alexandrie, 1er septembre 1907 - Varèse, 26 septembre 2001), est un avocat italien, Compagnon de la Libération. Fuyant le régime fasciste instauré dans son pays, il s'installe en France puis, lors du déclenchement de la Seconde Guerre mondiale, décide de combattre dans les rangs de la Légion étrangère. Il participe aux combats en Scandinavie, en Afrique et au Moyen-Orient avant de participer à la libération de son pays d'origine. Après la guerre, il reprend sa profession d'avocat en Italie.

## Biographie

### Jeunesse et engagement
Fils d'un banquier italien établi en Égypte, Gustavo Camerini naît à Alexandrie le 1er septembre 1907. Après avoir fait son service militaire en Italie en 1929, il fait des études de droit et devient avocat. De religion juive, il quitte l'Italie en 1938 pour fuir les lois raciales fascistes proclamées par Benito Mussolini et s'installe à Paris.

### Seconde Guerre mondiale
Il se trouve toujours dans la capitale française en septembre 1939 lorsque la Seconde Guerre mondiale est déclarée. Antifasciste, il choisit de ne pas servir son pays natal et s'engage dans la légion étrangère le 1er mars 1940. Avec le grade de sous-lieutenant, il est affecté à la 13e demi-brigade de Légion étrangère (13e DBLE) et embarque à Brest avec le corps expéditionnaire français en Scandinavie en direction de la Norvège le 15 avril. Arrivé à destination le 4 mai, il participe à la campagne de Norvège pendant un mois avant de rembarquer vers la France. À nouveau à Brest le 10 juin, la 13e BDLE en repart quatre jours plus tard devant l'avancée des troupes allemandes et rejoint l'Angleterre. Le 18 juin, sous le nom de Clarence, Gustavo Camerini s'engage dans les forces françaises libres.
Dans les rangs du 1er bataillon de la 13e DBLE, il part pour l'Afrique et participe à la bataille de Dakar en septembre 1940. Il est promu lieutenant le 25 février 1941 avant de prendre part à la campagne d'Érythrée lors de laquelle il combat contre ses compatriotes italiens. Blessé par balle à Massaoua le 8 avril, il se rétablit rapidement et participe en juin à la campagne de Syrie. Il est ensuite engagé dans la guerre du désert en Libye. Le 27 mai 1942, il s'illustre lors de la bataille de Bir Hakeim en exécutant plusieurs missions dangereuses sous le feu ennemi. Lors de l'évacuation du poste français de Bir Hakeim dans la nuit du 10 au 11 juin, il progresse à la tête de ses hommes à travers les lignes ennemies.
Pendant la seconde bataille d'El Alamein en octobre 1942, il est détaché comme officier de liaison auprès du général Kœnig avant de retrouver la 13e DBLE avec laquelle il participe à la campagne de Tunisie. Il se distingue dans le Djebel Garci en s'emparant d'une position importante puis en repoussant une violente contre-attaque, infligeant de lourdes pertes aux troupes ennemies et faisant une quinzaine de prisonniers. La 13e DBLE est ensuite rattaché au corps expéditionnaire engagé dans la campagne d'Italie. Il est blessé le 8 mai 1944 à Pontecorvo puis à nouveau le 2 juin à Radicofani. Poursuivant malgré tout le combat, il s'empare, toujours à Radicofani, d'un poste ennemi dans lequel il fait plusieurs prisonniers et récupère plusieurs armes automatiques.
En juillet 1944, il est promu capitaine et détaché à l'ambassade de France à Rome. Le 12 octobre 1945, il retourne à Paris pour être démobilisé de l'armée française.

### Après-guerre
Après la guerre, il retourne en Italie et reprend son métier d'avocat. Spécialisé dans le droit international, il siège à la cour d'appel de Milan puis à la cour suprême de cassation à Rome. Il est parallèlement avocat-conseil au consulat général de France à Milan et conseiller d'organisations publiques ou privées françaises en Italie.
Gustavo Camerini meurt le 26 septembre 2001 à Varèse où il est inhumé.

## Décorations
|  |  |  |
|  |  |  |
|  |  |  |

| Commandeur de la Légion d'honneur        | Commandeur de la Légion d'honneur        | Compagnon de la Libération                   | Compagnon de la Libération                   | Grand officier de l'Ordre national du Mérite                        | Grand officier de l'Ordre national du Mérite                        |
| Croix de guerre 1939-1945 Avec une palme | Croix de guerre 1939-1945 Avec une palme | Médaille des blessés de guerre               | Médaille des blessés de guerre               | Médaille coloniale Avec agrafes "Érythrée", "Libye" et "Bir Hakeim" | Médaille coloniale Avec agrafes "Érythrée", "Libye" et "Bir Hakeim" |
| Médaille commémorative de Syrie-Cilicie  | Médaille commémorative de Syrie-Cilicie  | Chevalier de l'Ordre de Saint-Olaf (Norvège) | Chevalier de l'Ordre de Saint-Olaf (Norvège) | Croix de guerre (Norvège)                                           | Croix de guerre (Norvège)                                           |

## Publications
- Ce soir, nous monterons tous au paradis, A. Barthélémy, 2002 (ISBN 2-879-23164-7).